# Миодраг Зупанц
Миодраг Зупанц (Београд, 1950)  драмски писац, књижевник, телевизијски аутор и уредник.

## Биографија
Рођен је на Дорћолу а одрастао на Чубури.
Дипломирао је драматургију на београдској Академији за позориште филм, радио и телевизију.
Радио је као уредник СКЦ-а, ДК Студентски град, Студента, часописа Видици, Радио Индекса.
Објављивао је чланке и приче у Политици, Нашој борби, Дансу, Републици, Времену, Слободној Далмацији, Делу, Филмографу, Сцени, Театрону, Лудусу, Свет а дивадло, Јежу.
Од 1978. ради у ТВ Београд као уредник и редитељ. Од 2000 до 2015. Зупанц био главни и одговорни уредник Научно образовног програма, потом и Културно-образовног програма РТС-а.
Он је аутор преко осамсто телевизијских емисија. - циклус Један аутор, један филм (Филмска редакција ЗВ Бгд), циклус Недељом по подне, серија Да те питам (Редакција Забавно рекретавног програма ТВ Бгд) , циклус Недељник, циклус Живот школе, циклус Велики одмор, серија Врсте позоришта, серија Речник позоришта, серија Чувари традиције, серија Енциклопедија за радознале (Редакација Школског програма ТВ Бгд).
Добитник награде за најбољу дечију књигу 2005, Политикиног забавника, признањe Лајковачки Миле 2014., ТО Лајковац, Златне еколошке повеље 2019., Еколошка акција Београд
Био у председништву УЈДИ-ја, један од оснивача Синдиката Независност, оснивач и први секретар Београдског круга.
Рођен у Београду. Ожењен Јелицом Зупанц, а ћерку му је Содја Лоткер Зупанц, унука Клаудија Диди Мара.

## Дела
- Замена, радио драма, заједно са Јелицом Зупанц, режија Бода Марковић - Радио Београд
- Кућа на Калварији, радио драма, заједно са Јелицом Зупанц, режија Бода Марковић - Радио Београд
- „Земља у квару”[2], роман - Плато
- „Бајка из буџака”, роман за децу,[2] - Плато
- Српски народни календар - етнолошка студија, заједно са Драгомиром Антонићем, Самостално издање
- „Мајстори чубурског света”, приповетке[2] - Врачарски брег
- „Којекуде Србија, путопис[2] - Службени гласник
- „Шта је шта-Енциклопедија за радознале”[2] - етнолошка енциклопедија за децу, заједно са Миладином Шеварлићем - Плато
- Малвина, драма, по роману Мирка Ковача, режија Богдан Рушкуц, Атеље 212
- Осмех Душка Радовића, кабаре, Плато клуб
- „Бела ружа за Дубљанску улицу”, драма[2] - Београдско драмско позориште, режија Зоран Ратковић, Народно позориште Суботица, режија Јован Путник
- „Бања за нероткиње”, драма[2] - Позориште на Теразијама, режија Славенко Салетовић. Народно позориште Вршац, режија Дарко Татић
- „Беснило”, драма[2] - по роману Борислава Пекића, Београдско драмско позориште, режија Јовица Павић
- „Најбоље године”, серија[2] - заједно са Јелицом Зупанц, режија Слободан Шуљагић, ТВ Пинк
- „Тајне новогодишњих празника”, серија[2] - режија Владимир Момчиловић - РТС